# Gustavo Aranzana Méndez
Gustavo Aranzana Méndez   (Valladolid, 23 de març de 1958) és un entrenador de bàsquet.